# Бауэр, Эберхард
Эберхард Бауэр (нем. Eberhard Bauer) 22 марта 1929, Бад-Ласфе, Вестфалия — 5 июля 2017, Бад-Ласфе, Северный Рейн-Вестфалия — немецкий учитель гимназии и краевед. Исследовал и публиковал материалы по региональной истории Виттгенштайна.

## Биография и краеведческая деятельность
Эберхард Бауэр родился в семье протестантского пастора Густава Фридриха Бауэра. Он вырос в Ласфе, посещал там начальную школу с 1935 года, а затем перешёл на вторую ступень гимназии, где получил аттестат зрелости в 1949 году. Изучив биологию, химию и географию в Марбургском университете, Эберхард Бауэр стал учителем гимназии. В 1957 году он сдал второй государственный экзамен и два года работал в Реклингхаузене. 1 ноября 1959 года он переехал в свой родной город и преподавал там в государственной гимназии, которая 1 января 1974 года перешла во владение города Ласфе. В 1991 году он стал пенсионером.
Бауэр был членом студенческого братства Марбургского университета «Райнфранкен» с летнего семестра 1949 года. С летнего семестра 1950 года он также был членом Старого Кёнигсбергского братства «Тевтония», которое после изгнания открыло новую деятельность в Марбурге и было назначено местными братствами для поддержки молодёжи. Бауэр покинул оба братства в 1990 году.
Эберхард Бауэр присоединился к СДПГ в 1989 году, в течение десяти лет был старшим представителем местной ассоциации Бад-Ласфе и стал четвёртым человеком, награждённым медалью Шмидта-Ниенхагена в 2013 году.
19 января 1982 года он был избран комиссаром по сохранению памятников в городе Бад-Ласфе. Эту почетную должность он занимал почти 30 лет, пока не ушёл в отставку по возрасту. Он был членом комитета города Лаасфа по культуре и сохранению памятников три избирательных срока подряд. Бауэр был членом и постоянным советником общественной инициативной группы «Schöne Altstadt» e.V., которая на общественных началах на протяжении нескольких десятилетий работала над благоустройством старой части города Ласфе и сохранением местных исторических памятников.
С 1991 года он также входил в состав первого совета кружка друзей христианско-еврейского сотрудничества Бад-Ласфе.
Вдохновленный своим отцом, который на протяжении десятилетий работал писателем и краеведом и был соучредителем ассоциации истории и фольклора Виттгенштайна, Эберхард Бауэр очень рано начал заниматься региональной историей. Он был членом краеведческого общества Виттгенштайна с момента его возрождения в 1956 году и членом правления с 1960-х годов. После смерти Вильгельма Хартнака Эберхард Бауэр был редактором  периодического издания клуба «Виттгенштайн» в общей сложности 47 лет, с 1963 по 2010 год. Он был автором большого количества очерков по региональной истории, а также редактором и соредактором серии деревенских книг, посвященных географии и истории поселений, а также региональным исследованиям Виттгенштайнер-Ланд.
В 1971 году Бауэр впервые отредактировал библиографию журнала «Виттгенштайн» за 1956-1971 годы. В середине 1980-х годов Андреас Крюгер взял на себя продолжение и расширение библиографии. Библиография по территориальной истории Витгенштейна - Библиография Виттгенштайна с тех пор появилась еще в пяти изданиях, последний раз в 2022 году. Библиография Виттгенштайна постоянно обновляется и доступна для скачивания на домашней странице Wittgensteiner Heimatverein e.V..
В 2004 году, к 75-летию Бауэра, историк и архивариус Йоханнес Буркардт и теолог Ульф Люккель дали поручение Евангелическому Церковному округ Виттгенштайна и краеведческому обществу Витгенштейна опубликовать очерки по истории и естественной истории Виттгенштайна.
Помимо своей более чем пятидесятилетней исследовательской работы в архиве княжества Сайн-Витгенштейн-Гогенштайн в Бад-Ласфе, Бауэр на протяжении нескольких десятилетий на добровольной основе заботился об этой коллекции важных архивных материалов, сначала в замке Виттгенштайн (Бад-Ласфе), а затем, после перенесения архива, в Ренткамере. Историю и воспоминания о своей работе в архиве он собрал в эссе, опубликованном в 2017 году, вскоре после его смерти, в приложении 8 к журналу «Виттгенштайн».
В знак признания его региональных исторических исследований Эберхард Бауэр был избран членом-корреспондентом Исторической комиссии Вестфалии в апреле 1975 года.

## Семья
Эберхард Бауэр был женат на Герлинде, урождённой Циммер (1930–2015 гг.), у него четверо детей и десять внуков. Бауэр умер 5 июля 2017 года в возрасте 88 лет.

## Награды и почести
- Орден «За заслуги перед Федеративной Республикой Германия» am 16. Juni 1973[20]
- Почетная грамота города Бад-Ласфе am 12. Januar 1988. (нем.)
- Почетное членство Общества краеведов Виттгенштайна im April 2009. (нем.)
- Медаль Шмидта-Ниенхагена, как награда группы окружного совета СДПГ, 7. September 2013. (нем.)

## Публикации (выборка)
- Wirtschaftsentwicklung in Wittgenstein im 19. Jahrhundert. In: 150 Jahre Landkreis Wittgenstein 1816–1966. 1966, S. 22–67. (нем.)
- Bilder aus Laasphe. Ein geschichtlicher Rundgang durch die Stadt, Bad Laasphe 1993, 127 Seiten. (нем.)
- Bilder aus Bad Laasphe, Leipzig 1997, 47 Seiten. (нем.)
- Laasphe und das obere Lahntal in Bildern, 1. Aufl. 1979, 2. Aufl. 1980, Meinerzhagen, 288 Seiten. (нем.)
- Wilhelm Hartnack, Eberhard Bauer und Werner Wied (Hrsg.): Die Berleburger Chroniken des Georg Cornelius, Antonius Crawelius und Johann Daniel Scheffer, Laasphe 1984. (нем.)
- Saßmannshausen: Ein Dorf im Wittgensteiner Land. In: Wittgenstein, Bd. 38 (1974). (нем.)
- Hans von Puderbach – Steinmetz beim Marburger Rathausbau. In: Wittgenstein, Bd. 78 (1990), S. 116–117. (нем.)
- Die Ersterwähnung von Rückershausen. In: Wittgenstein, Bd. 80 (1992), S. 57–61. (нем.)
- Erstnennungen der Wittgensteiner Ortschaften: Eine Übersicht über den derzeitigen Kenntnisstand. In: Wittgenstein, Bd. 85 (1997), S. 45–60. (нем.)
- Johann VIII. (Sayn-Wittgenstein-Hohenstein), Kriegsteilnehmer auf hessischer und schwedischer Seite und Hauptgesandter der Kurfürsten von Brandenburg,  In: Gunnar Teske (Hrsg.): Dreißigjähriger Krieg und Westfälischer Friede, Forschungen aus Westfälische Adelsarchiven, Veröffentlichung Nr. 13, Vereinigte Westfälische Adelsarchive e.V. Münster 2000, S. 45–54. (нем.)
- Nachrichten über die Kalands-Bruderschaft in Laasphe. In: Wittgenstein, Bd. 92 (2004), S. 12–18. (нем.)
- Neue Funde zur Geschichte der Kapelle in Hesselbach . In: Wittgenstein, Bd. 98 (2010), S. 82–89. (нем.)
- Vor 500 Jahren starb Johannes Bonemilch. In: Wittgenstein, Bd. 98 (2010), S. 158–160. (нем.)
- Die Bauzeit des Seitenschiffs der Laaspher Kirche. In: Wittgenstein. Blätter des Wittgensteiner Heimatvereins, Bd. 101 (2013), S. 15–19. (нем.)
- Aus der Vergangenheit des Fürstlich Sayn-Wittgenstein-Hohensteinschen Privatarchivs in Bad Laasphe, Beiheft 8 der Zeitschrift Wittgenstein. Blätter des Wittgensteiner Heimatvereins e.V., Hg. Ulf Lückel, Bad Laasphe 2017, S. 74. (нем.)